# Vigasznő
A vigasznők (angolul comfort women) olyan nők, akiket a japán birodalmi hadsereg kényszerített szexuális rabszolgaságba a birodalom által elfoglalt területeken a második világháború előtt és alatt. A kifejezés a japán ianfu (慰安婦) fordítása, mely eufemizmus a „prostituált” szóra. Olyan nőket jelöltek vele, akiknek a feladata a katonák „vigasztalása és szórakoztatása” volt.
A vigasznők számát többen is megbecsülték, Hata Ikuhiko japán történész 20 000-re becsüli, mások, például kínai források akár 360 000 vagy 410 000 közé teszik. A kutatások tovább folynak a témában. Sok vigasznő az elfoglalt területekről került ki, beleértve Koreát, Kína egy részét és a Fülöp-szigeteket, de ezen kívül más területekről származó nőket is elhurcoltak úgynevezett „vigaszállomásokra”, Burmából, Thaiföldről, Vietnámból, Malajziából, Tajvanról, Indonéziából, Kelet-Timorból. A „vigaszállomásokat” Japán, Kína, a Fülöp-szigetek, Indonézia, a Maláj-félsziget, Szingapúr, Thaiföld, Burma, Új-Guinea, Hongkong, Makaó és a mai Vietnám területén hozták létre. Az elhurcolt nők között kis számban volt holland, francia és ausztrál nemzetiségű is.
Beszámolók szerint a nők egy részét az otthonaikból hurcolták el, másokat gyári vagy éttermi munka lehetőségével csábították a táborokba, majd bezárták őket.

## A vigasznő-rendszer története
A japán birodalmi hadsereg levelezéseiből az derül ki, hogy a cél olyan állomások létrehozása volt, amelyek segítségével a nemi erőszakot, és így a helyiek ellenséges viselkedését kívánták megakadályozni. Japánban a prostitúció jól szervezett rendszerben működött, ezért logikusnak tűnt, hogy a katonák számára is szervezetten biztosítsák a lehetőséget. Maga a gyakorlat, hogy a katonaság számára prostituáltakat biztosítsanak szexuális kielégítésük végett nem volt ismeretlen más hadseregeknél sem. Sőt évszázadokkal korábban is működtek tábori bordélyok egy-egy haderőnél, ám rendszerük nem volt szisztematizált vagy a központi hadvezetés által irányított (más haderőknél a katonák maguk oldották ezt meg úgy, hogy a megszállt területeken tevékenykedő prostituáltakat illetőleg nyilvánosházakat keresték fel). A japán hadsereg céljai közé tartozott, hogy megakadályozza a szexuális betegségek terjesztését, kényelmesebbé tegye a katonák életét és elejét vegye a kémkedésnek. Josimi Josiaki történész szerint azonban ezek az állomások csak fokozták a problémákat. A hadsereg attól tartott, hogy a katonák elégedetlenkedése zendüléshez vezethet, ezért biztosítottak számukra nőket.
Az első vigaszállomást Sanghajban hozták létre 1932-ben. Az első vigasznők japán prostituáltak voltak, akik önként jelentkeztek a feladatra. Ahogy azonban a birodalom terjeszkedett, nem volt elég a jelentkezők száma a katonák ellátásához, így a hadsereg az időközben félig-meddig magánkézbe adott vigaszállomásokhoz az elfoglalt területekről csábított el nőket, vagy egyszerűen elrabolta őket. Sok nőt gyári munkásnak vagy ápolónőnek vettek fel, és nem tudták, hogy valójában szexrabszolgának viszik őket.
Az első időszakban a japánok hagyományos módszerekkel toboroztak prostituáltakat. A japán, valamint gyarmati városokban közvetítők újságokban adtak fel hirdetéseket, azonban ez a módszer kezdett kimerülni, különösen Japánban. A külügyminisztérium nem volt hajlandó több vízumot kiadni japán prostituáltaknak, attól tartottak, hogy ez hatással lenne a Japán Birodalomról kialakult képre. A hadsereg így legfőképpen Koreából és Kínából szerzett be vigasznőket, sokukat csellel vették rá a bordélyházakhoz való csatlakozásra. A kínai muszlim huj (hui) lányok számára „lányiskolát” hoztak létre, ahol az ígéret szerint gésáknak tanítanák őket, innen azonban szexrabszolgának vitték el a lányokat.
A háború előrehaladtával a helyzet egyre rosszabb lett. A hadsereg képtelen volt teljesen ellátni az egységeit, így a katonák a helyiektől erőszakkal szerezték meg, ami kellett. A frontvonalon, különösen vidéken, ahol nem voltak közvetítők, a katonák a helyi vezetőktől követelték, hogy biztosítsanak számukra nőket. Ha a helyieket, különösképpen a kínaiakat ellenségesnek ítélték meg, a „a három mind” elvét alkalmazták (mind megölni, mind felégetni, mind kifosztani), és válogatás nélkül hurcolták el, erőszakolták meg a nőket.
1944-ben az Amerikai Egyesült Államok Háborús Információs Hivatala húsz koreai vigasznő vallomása alapján azt állapította meg, hogy a lányoknak sok pénzt ígértek, a lehetőséget, hogy könnyű munkával kifizethetik a családi adósságokat, és új életet kezdhetnek Szingapúrban. A hamis ígéreteknek köszönhetően a lányok külföldre mentek, pár száz jen előleget kaptak. Csak néhányuk térhetett vissza Koreába, miután kifizették az adósságot.
Egy 2015-ös tanulmány olyan archív adatokat vizsgált meg, amelyek korábban elérhetetlenek voltak, részben az 1972-es kínai–japán közös nyilatkozat miatt, melyben a kínai kormány beleegyezett, hogy nem kér kárpótlást a háborús bűnökért. Az újonnan felfedezett kínai dokumentumok bepillantást engednek a japán katonai területeken kialakított vigaszállomások működésébe, felszereltségébe és a koreai vigasznők életkörülményeibe.

## A vigasznők

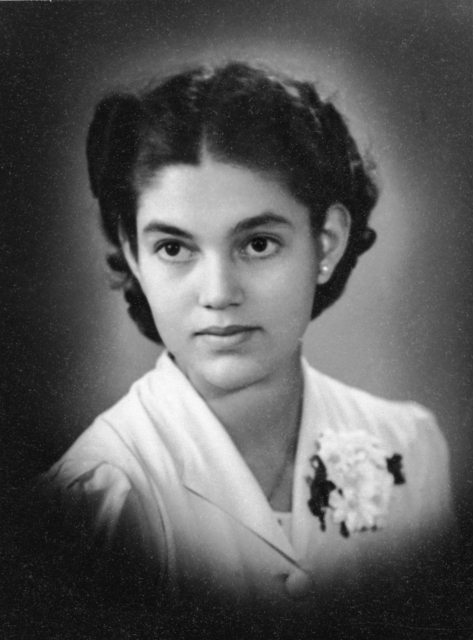
Jan Ruff O’Herne fényképe. A nő egyike volt azoknak a holland származású nőknek és gyereklányoknak, akiket Indonéziában fogott el a japán hadsereg. Az elkövetkező hónapokban több holland társával együtt újra és újra megerőszakolták.

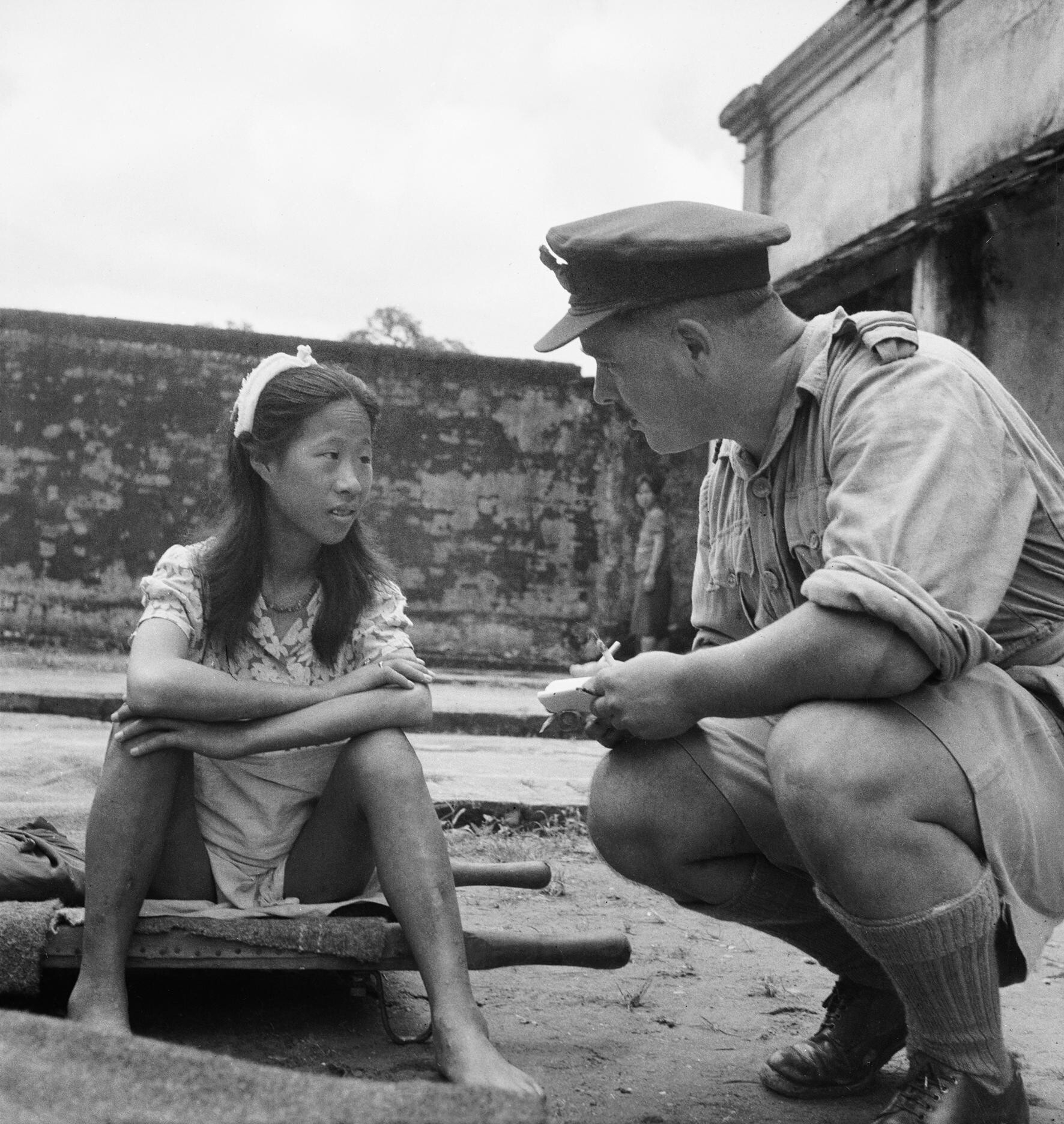
Burmai kínai lánnyal beszélget egy brit katona, 1945. A lány az egyik japán vigaszállomáson dolgozott

### Számuk
Hivatalos dokumentumok hiányában a vigasznők számának meghatározása nehéz, különösen mivel a háborús bűnökhöz és a magas rangú vezetők felelősségéhez kapcsolódó dokumentumok jó részét a japán kormány parancsára a háború végén megsemmisítették. A történészek más-más becsléseket adnak, meglévő dokumentumok alapján, melyekben szerepel az adott területen a katonák és a nők számának aránya, valamint a nők pótlásának aránya. Josimi Josiaki, a téma kutatója a nők számát 50 000 és 200 000 közé teszi.
A becslések alapján a nemzetközi sajtó körülbelül 200 000 fiatal vigasznő létezéséről számolt be. A BBC 200 000 és 300 000 közötti, az International Commission of Jurists 100 000 és 200 000 közötti számadatról ír.

### Származásuk
Nozaki Josiko professzorasszony és más források szerint a nők többsége koreai és kínai volt, nagy részük 18 éves vagy még fiatalabb. Josimi és mások szerint körülbelül 2000 állomáson mintegy 200 000 japán, kínai, koreai, fülöp-szigeteki, tajvani, burmai, indonéz, holland és ausztrál nőt tartottak fogva. Hata Ikuhiko úgy véli, kevesebb mint 20 000 nőről van szó, akiknek 40%-a japán, 20%-a koreai, 10%-a kínai volt, a maradék 30%-ot pedig más nemzetiségek tették ki. Hata szerint a kormány által felügyelt prostituáltak száma a második világháború alatt mintegy 170 000 volt Japánban. Hatát más japán kutatók kritizálták, mert úgy vélik, lekicsinylően ír a vigasznők viszontagságairól.
Josimi ezen felül a birodalmi hadsereg orvosi feljegyzései alapján arra jutott, hogy ha a nemi betegséggel kezelt nők nemzetiségi aránya hasonló lehet a vigasznők egészére nézve is, akkor a koreai nők 51,8%-ot, a kínaiak 36%-ot, a japánok 12,2%-ot tettek ki. A holland kormány tanulmánya szerint számos holland nőt fogtak el a japánok Holland Kelet-Indiában. A japán bordélyházakban talált mintegy 200-300 európai nő közül körülbelül 65 olyan volt, akit csaknem bizonyosan kényszerítettek a prostitúcióra.

### Bánásmód
Jan Ruff O’Herne, az egyik holland nő, akit elrabolt a japán hadsereg, 1990-ben az Egyesült Államok Képviselőháza előtt a következőket nyilatkozta:
|  | „Számos történetet meséltek el a holland nők gyötrelmeiről, szenvedéseiről, éheztetéséről a japán börtöntáborokban. De egy történetet sosem meséltek még el, a japánok által a második világháborúban elkövetett, az emberi jogok lábbal tiprásának legszégyenletesebb történetét: a „vigasznőkét”, és azt, hogyan kényszerítették akaratuk ellenére ezeket a nőket arra, hogy a japán birodalmi hadseregnek szexuális szolgáltatásokat nyújtsanak. A „vigaszállomáson” rendszeresen megvertek és éjjel-nappal megerőszakoltak. Még az a japán orvos is megerőszakolt minden egyes alkalommal, aki a bordélyházba jött, hogy megvizsgáljon minket, nem vagyunk-e nemi betegek.” |
|  | |

O’Herne nyilatkozata szerint a vigaszállomáson a nők fényképei ki voltak téve a verandán, ahonnan az érkező katonák kiválaszthatták a nőt. Verték és megerőszakolták őket, a teherbe esetteket abortuszra kényszerítették. A verések mellett a kínzás is mindennapos volt. Nem ritkán olyan lányokat is elhurcoltak vigasznőnek, akik még nem is menstruáltak.
Egy Pápua Új-Guineán raboskodó katona, Gordon Thomas naplója szerint a japán bordélyházakban dolgozó nők naponta 25-35 férfit is kiszolgáltak. Egy japán sebész naplója pedig arról emlékezik meg, hogy a nőknek akkor is dolgozniuk kellett, ha megfertőződtek vagy fájdalmaik voltak, és hogy sírtak és könyörögtek a segítségért.
A vigasznők mintegy háromnegyede meghalt, a túlélők nagy része terméketlen lett, vagy a trauma, vagy a nemi betegségek miatt.

## Kutatás, publikációk
1944-ben a szövetséges erők Burmában elfogtak 20 koreai vigasznőt és két japán vigaszállomás-üzemeltetőt. A vallomások alapján készített 49. számú jelentés szerint 1942-ben mintegy 800 lányt csempésztek Koreából Burmába a japánok.
Az első, japán túlélő által írt könyv 1971-ben jelent meg, Szuzukuo Sirota álnéven, az első japán dokumentumfilmet pedig 1979-ben mutatták be. 1972-ben és 1975-ben Hirota Kazuko írt könyvet a japán vigasznőkről, és azt találta, hogy ezek a nők büszkék voltak a foglalkozásukra, a háború alatti „az ország jóléte érdekében” szlogennek megfelelően úgy érezték, a hazát szolgálják. Későbbi megkeseredésük és némelyikük öngyilkossága a háború utáni megbélyegzésnek tulajdonítható.
1973-ban Szenda Kakó újságíró írt könyvet a vigasznőkről. Szenda 1964-ben látott először képeket ilyen nőkről japán hadi fényképeken. A nők a fejükön hordták a csomagjaikat, ami koreai szokás volt, ez meglepte Szendát és kutatni kezdett a rendszerről, többek között Koreába is ellátogatott, egy koreai túlélővel is találkozott, az azonban nem akart neki részletekbe bocsátkozni. A könyvből 1974-ben filmet készítettek Japánban.
Az első könyvet, mely koreaiul jelent meg, 1981-ben adták ki. Ez tulajdonképpen Kim Ilmjon (Kim Il-myeon) 1976-ban kiadott japán nyelvű könyvének fordítása volt, a fordítás tényét azonban nem jelölték és a fordító neve mint szerző alatt jelent meg.
1989-ben Josida Szeidzsi emlékiratait lefordították koreaira, azonban 1996-ban Josida bevallotta, hogy az írás pusztán fikció.
2007-ben Josimi Josiaki és Hajasi Hirofumi bejelentették, hogy a tokiói per archívumaiban hét olyan hivatalos dokumentumot találtak, amelyek arra engednek következtetni, hogy a birodalmi hadsereg arra kényszerített nőket, hogy Kínában, Indokínában és Indonéziában bordélyházakban dolgozzanak. Az egyik idézett vallomás szerint a katonák nőket tartóztattak le az utcán és bordélyházba hurcolták őket. Ugyanebben az évben Kadzsimura Taicsiro 30 holland állami dokumentumot fedezett fel, amelyek egy 1944-es, Magelangban történt esetet világítanak meg, amikor is tömegesen kényszerítettek nőket prostitúcióra.
2014-ben Kínában 90 dokumentumot találtak a Kvantung-hadsereg archív dokumentumai között, amelyek bizonyítják, hogy ázsiai nőket kényszerítettek bordélyházakba a japánok. Ugyanebben az évben japán archívumokból is megvizsgáltak dokumentumokat, melyek azt bizonyítják, hogy a japánok francia nőket is elhurcoltak Indokínában.
2015-ben Kínában sanghaji, tiencsin (tianjin)i és nanking (nanjing)i archívumokból is kerültek elő további korabeli dokumentumok.

## Bocsánatkérés és kompenzáció

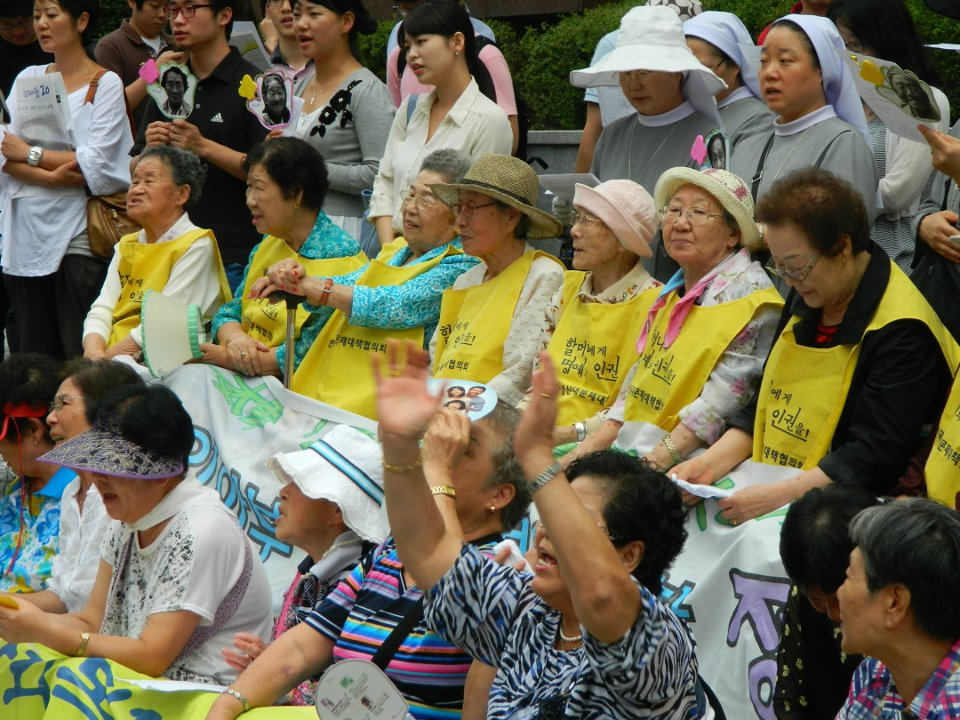
Egykori vigasznők tüntetnek a szöuli japán nagykövetség előtt 2011-ben

1951-ben Dél-Korea 364 millió dollárt követelt Japántól a kényszermunkára vitt és katonának besorozott koreaiak után, túlélőnként 200 dollárt, halottanként 1650 dollárt és sérültenként 2000 dollárt. 1965-ben Japán végül 800 millió dollárt fizetett, valamint 10 éves, alacsony kamatozású kölcsönt biztosított az országnak. Ez azonban az államnak adott pénz volt, az egyének nem kaptak kompenzációt. 1994-ben a japán kormány létrehozta az Ázsiai Nők Alapítványát (Asian Women's Fund), dél-koreai, fülöp-szigeteki, tajvani, holland és indonéz áldozatok kompenzálására. 61 koreai, 13 tajvani, 211 fülöp-szigeteki és 79 holland vigasznő kapott ekkor hivatalosan aláírt bocsánatkérő levelet az akkori miniszterelnöktől, Murajama Tomiicsitől. Több koreai vigasznő azonban elutasította a kompenzációt, mert bár az alapítványt a japán kormány hozta létre, a pénzt adományokból kapta a szervezet, vagyis nem a japán állam kompenzálta őket.
1992-ben koreai látogatása alkalmával Mijazava Kiicsi miniszterelnök bocsánatot kért a koreai nemzetgyűlés előtt.
2007-ben, amikor túlélő vigasznők bocsánatot követeltek a japán kormánytól, Abe Sinzó úgy nyilatkozott, nincs bizonyíték arra, hogy a japán kormány szexrabszolgákat tartott volna. Nyilatkozta ezt annak ellenére, hogy 1993-ban a japán kormány ezt már hivatalosan elismerte. Néhány héttel később a japán parlament kiadott egy hivatalos bocsánatkérést.
2015 decemberében Abe Sinzó és Pak Kunhje (Park Geun-hye) koreai elnöknő formálisan megegyeztek az ügy rendezéséről. Japán beleegyezett, hogy mintegy 8 millió dollárból alapot hoz létre a túlélők számára, Dél-Korea pedig beleegyezett, hogy a továbbiakban nem kritizálja a japán kormányt az üggyel kapcsolatosan, és elbontják a szöuli japán nagykövetség elé helyezett vigasznő-szobrot. A koreai kormány ezzel az ügyet „véglegesen és visszavonhatatlanul lezártnak” tekinti.

## A koreai háborúban
A koreai háborúban az amerikai hadsereg a japánéhoz valamelyest hasonló gyakorlatot alkalmazott, és katonái számára szintén biztosított prostituáltakat, akiket koreai nyelven üanbu (wianbu)nak neveztek. A nőket a frontról gyűjtötték be és alkalmazták a hadsereg bordélyaiban. Később a janggongdzsu (양공주; „nyugati hercegnő”, yanggongju) kifejezés vette át a helyét. Források szerint kényszert is alkalmaztak egyes nőknél, hogy végezzenek szexuális munkát. A mai napig ez is komoly vitákat vált ki és számos kérdést vett fel, ugyanis az amerikai törvények is kimondják az ilyen eljárások törvénytelenségét.

## Fordítás
- Ez a szócikk részben vagy egészben  a   Comfort women című angol Wikipédia-szócikk ezen változatának fordításán alapul.  Az eredeti cikk szerkesztőit annak laptörténete sorolja fel. Ez a jelzés csupán a megfogalmazás eredetét és a szerzői jogokat jelzi, nem szolgál a cikkben szereplő információk forrásmegjelöléseként.